# New Troy
New Troy es un lugar designado por el censo ubicado en el condado de Berrien en el estado estadounidense de Míchigan. En el Censo de 2010 tenía una población de 497 habitantes y una densidad poblacional de 0,14 personas por km².

## Geografía
New Troy se encuentra ubicado en las coordenadas 41°52′55″N 86°32′33″O / 41.88194, -86.54250. Según la Oficina del Censo de los Estados Unidos, New Troy tiene una superficie total de 3436.91 km², de la cual 3431.72 km² corresponden a tierra firme y (0.15%) 5.18 km² es agua.

## Demografía
Según el censo de 2010, había 497 personas residiendo en New Troy. La densidad de población era de 0,14 hab./km². De los 497 habitantes, New Troy estaba compuesto por el 94.37% blancos, el 2.01% eran afroamericanos, el 0.6% eran amerindios, el 0.4% eran asiáticos, el 0% eran isleños del Pacífico, el 0.4% eran de otras razas y el 2.21% pertenecían a dos o más razas. Del total de la población el 1.01% eran hispanos o latinos de cualquier raza.